# Puig-l'agulla
El Puig-l'agulla o Creu de Montagut és una muntanya de 810 metres que es troba al municipi de Sant Julià de Vilatorta, a la comarca catalana d'Osona.
Al cim hi ha un monument commemoratiu consistent en una creu de ferro forjat, d'uns 4 m d'alçària, sobre una base quadrada de formigó i un basament quadrat, fet de pedres lligades amb morter. Una placa indica que va ser instal·lat el 1948 per l'Orfeó Vigatà. La base quadrada on s'assenta la creu de Montagut correspon a les restes d'una torre de telegrafia òptica bastida cap a 1850.
Als vessants de la muntanya s'hi pot trobar el Santuari de la Mare de Déu de Puig-l'agulla.